# Neues Jagdschloss Jägersburg

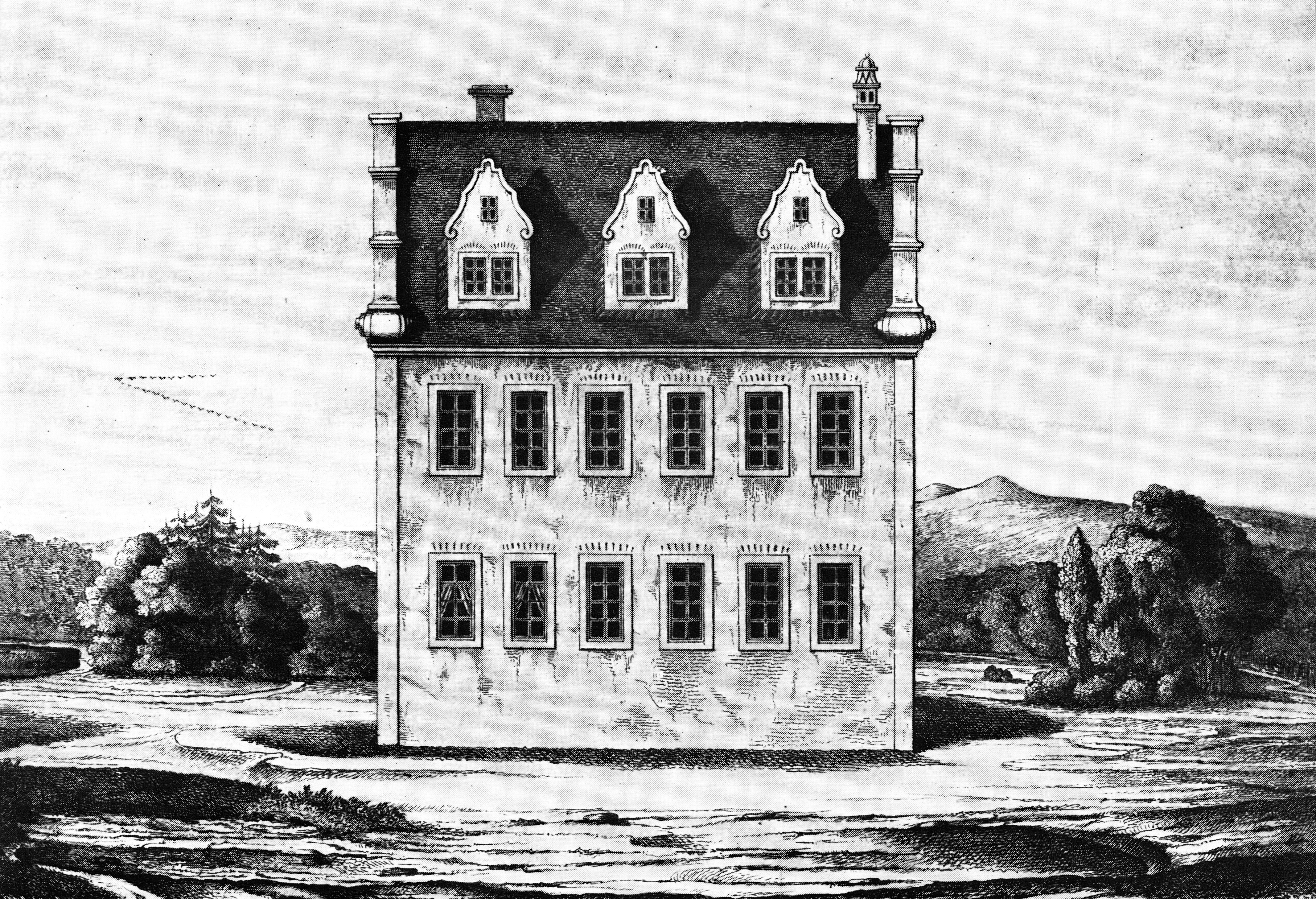
Neues Jagdschloss Jägersburg. Gemalt um 1851 von Jakob Meinrad Bayrer (1811–1900) nach alter Vorlage

Das (Neue) Jagdschloss Jägersburg, auch Parforcehaus, war ein im 18. Jahrhundert errichtetes kleines Jagdschloss im Jägersburger Wald bei Groß-Rohrheim und Einhausen (Hessen). Es ist zu unterscheiden von dem (ersten) Jagdschloss Jägersburg, das bereits im 17. Jahrhundert in der Nähe erbaut worden war. Besondere Bedeutung erlangte das Gebäude als Sterbeort des Landgrafen Ernst Ludwig von Hessen-Darmstadt im Jahre 1739.

## Lage
Etwa einen Kilometer nordwestlich des ersten Jagdschlosses, an der nordwestlichen Begrenzung des Jägersburger Waldes, war die Oberförsterei Jägersburg angelegt worden, bestehend aus dem Forsthaus und einigen Nebengebäuden. Dieser heute als Jägersburg auf Karten verzeichnete Ort liegt mittlerweile direkt auf der Grenze zwischen den Gemeinden Einhausen und Groß-Rohrheim, an der Kreuzung Jägersburg, wo die Landesstraße L3261 Biblis – Bensheim-Langwaden von der L3111 Einhausen – Groß-Rohrheim abzweigt.
Das neue Jagdschloss Jägersburg, auch als „Parforcehaus“ bezeichnet, wurde nun nicht mehr mitten im Wald wie sein Vorgängerschloss, sondern direkt gegenüber dieser Oberförsterei erbaut. Die Stelle liegt damit heute unmittelbar östlich der L3111 und nördlich der L3261. Der ehemalige Schlossgraben bildet dort heute die Gemarkungsgrenze zwischen Groß-Rohrheim und Einhausen derart, dass der Standort des Schlosses auf Groß-Rohrheimer Gebiet liegt.

## Geschichte
Im Jahr 1713 wurde das Jagdhaus im Auftrag von Landgraf Ernst Ludwig erbaut. Das Gebäude war zweistöckig und von rechteckigem Grundriss. Es war nicht mehr rund wie sein Vorgänger, denn es sollte nicht direkt aus dem Gebäude nach allen Seiten auf das Wild geschossen werden können, wie das beim ersten Jagdschloss der Fall war. Vielmehr diente es als Aufenthaltsort und Treffpunkt vor und nach der Jagd, die nun vornehmlich zu Pferde als Parforcejagd durchgeführt wurde. Der Standort direkt bei der Oberförsterei und an der Straße brachte hierfür erhebliche logistische Vorteile mit sich, im Gegensatz zur Lage des alten Schlosses mitten im Wald. Der jagdbegeisterte Landgraf veranstaltete von hier aus mit seinen Gästen zahlreiche Jagden im Jägersburger Wald. Ernst-Ludwig hielt sich hier auch in seinen letzten Lebenstagen auf und verstarb schließlich im Schloss am 12. September 1739.
Während unter seinem Nachfolger Ludwig VIII. (1691–1768) die Jagd noch blühte, wurden die Mittel hierfür unter Ludwig IX. (1719–1790) aufgrund finanzieller Schwierigkeiten der Landgrafschaft drastisch gekürzt. Die Jagd verlor dadurch zunehmend an Bedeutung. So verlieren sich denn die Berichte über das Schloss im ausgehenden 18. Jahrhundert. Sein genaues Ende ist nicht bekannt.
Mehr und mehr rückte dann anstelle der Jagd das wertvolle Holz im Jägersburger Wald in den Mittelpunkt der landgräflichen Aufmerksamkeit, so dass die Oberförsterei Jägersburg noch viele Jahre von Bedeutung war.

## Gegenwart

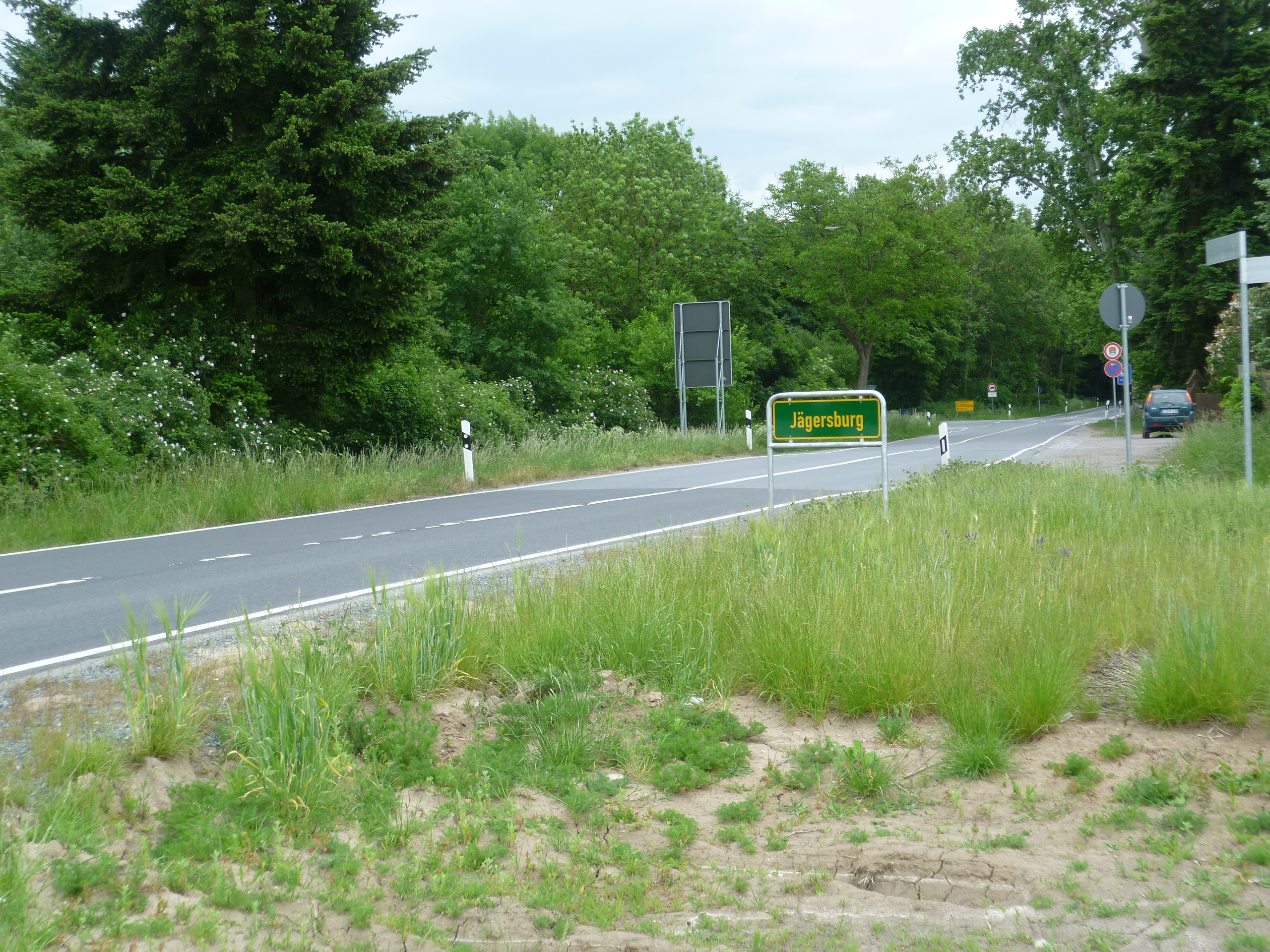
Blick auf den ehemaligen Standort des Neuen Jagdschlosses Jägersburg jenseits der Straße

Heute ist der Standplatz des Gebäudes zugewachsen und es sind nur noch die Umrisse des sechseckigen Grabens zu erkennen, der das Jagdschloss einst umgab.
Auf der gegenüberliegenden Seite der Landstraße stehen noch immer Gebäude der ehemaligen Oberförsterei. Heute werden diese als Landgasthaus Forsthaus Jägersburg, als Wohnhaus und immer noch als Revierförsterei Jägersburg des Hessen-Forstes benutzt.
Die Ortsbezeichnung Jägersburg hat sich über die Jahrhunderte erhalten und wird heute hauptsächlich für die Gebäude und die Straßenkreuzung im Bereich der ehemaligen Oberförsterei gebraucht. Auch das wenige hundert Meter östlich gelegene Wasserwerk des Wasserbeschaffungsverbandes Riedgruppe Ost wird daher als Wasserwerk Jägersburg bezeichnet.